# Спутник кинозрителя
«Спутник кинозрителя» — информационный бюллетень, выходивший в СССР, а затем в России с 1965 по 1993 год с периодичностью один раз в месяц.

## История
Начало издания «Спутника кинозрителя» в 1965 году должно было ознаменовать конец эпохи «малокартинья» и связано со временем расцвета советского кино, которое стало самым доступным и распространённым видом искусства.
Учитывая, что основное требование к прокату того времени — делать репертуар разнообразным не только по жанрам, но и по информации, которая заложена в фильмах — главная цель журнала показать, что советское кино может удовлетворить самые изысканные запросы советских граждан.

## Структура и содержание
На 24 полосах приглашённые кинокритики, киноведы или известные журналисты в иллюстрированной и текстовой форме представляли кинорепертуар месяца. В начале каждого номера рассказывалось о новинках кино, ближе к концу — о наиболее кассовых фильмах и лидерах кинопроката. На обложках публиковались творческие портреты актёров и актрис в тренде выходящих фильмов, на развороте — портреты наиболее узнаваемых деятелей киноискусства СССР и стран ближнего зарубежья.
Бюллетень несколько раз менял оформление.
Реализовывался через киоски «Союзпечати».

## Редакторы
1970 - А. Мамилов
1973-1979 - Н. Целиковская

## Приглашённые критики и киноведы
- Юрий Богомолов
- Армен Медведев
- Лев Аннинский
- Борис Берман
- Виктор Матизен
- Виктор Дёмин
- Елена Стишова
- Всеволод Ревич
- Ирина Рубанова
- Андрей Зоркий
- Ромил Соболев
- Нина Толченова